# Antoni Ximenes i Brufal
Antoni Ximenes i Brufal fou un violinista i compositor (Alacant 1751-1826). Membre d'una família d'instrumentistes lligada a la col·legiata de Sant Nicolau d'Alacant, va començar estudiant violí amb el seu pare, a qui va succeir a la seva mort el 1769, com a primer violinista de la capella de música de la col·legiata. Entre 1775 i 1776 va fer gires amb una companyia d'òpera, i el 1777 va estar en la companyia dels teatres de la cort reial de Madrid. Després va tornar al seu càrrec d'Alacant, que va ocupar fins al seu traspàs.
Va compondre diferents obres de cambra d'estil clàssic, entre les quals hi ha tres trios per a guitarra, violí i baix i tres sonates per a violí i baix continu.